# Королівський убивця
"Королівський вбивця" (англ. Royal Assassin) — роман американської письменниці Маргарет Ліндгольм, написаний під псевдонімом Робін Гобб, другий у її серії «Трилогія про Провісників» (англ. The Farseer Trilogy). Написаний у формі розповіді від третьої особи. Роман був опублікований 1996 року у видавництві HarperVoyager.  Дія відбувається у всесвіті Елдерлінгів і є прямим продовженням роману "Учень вбивці" (англ. Assassin's Apprentice). Історії персонажів продовжуються у наступному романі трилогії  "Мандри вбивці" (англ. Assassin's Quest), а також серіях "Трилогія про Світлу людину" (англ. The Tawny Man Trilogy) та "Трилогія про Фітца і Блазня" (англ. The Fitz and the Fool Trilogy). Події серій "Торговці живих кораблів" (англ. The Liveship Traders) та «Хроніки дощових нетрів» (англ. The Rain Wilds Chronicles) відбуваються в тому самому світі. 
Переживши напад Регала, Фітц повертається до Оленячого Замку, щоб продовжити службу трону Провісників. Пірати Червоних Кораблів продовжують тероризувати прибережні герцогства. Фітц мусить виконувати чорну роботу для свого короля - вбивати перекованих. Принц Веріті починає втрачати надію на перемогу в цій нерівній боротьбі і наважується на відчайдушний крок - небезпечну подорож до легендарних союзників королівства

## Сюжет
Фітц Чіверлі ледве пережив свій перший підступний напад. Отрута, яку вжив проти нього амбітний принц Регал, залишила Фітца слабким, а напад Галена сильно пошкодив його здатність до Скіллу. Фітц обіцяє собі ніколи не повертатися до Баккіпа і його короля. Уві сні він бачить видіння: молода жінка, яку він любить відбивається від нападу нещадних Піратів Червоного корабля. Це переконує Фітца повернутись до королівського двору Шести герцогств. Принц Регал, після невдалого замаху, лишається при дворі під пильним наглядом, проте він намагається будь-яким способом нашкодити Фітцу. 
Після повернення в Баккіп, Фітц знову вплутується в інтриги королівської родини. Його кохана Моллі жива, але смерть її батька та борги які він лишив, змушують її стати служницею леді Пейшенс. Фітц нарешті визнає свою любов до неї, а вона до нього. Їх щастя короткочасне: коли він просить у хворого короля Шрюда дозволу одружитися, король відмовляє. Шрюд хоче укласти шлюб між Фітцем та донькою одного з герцогів. Вони з Моллі зустрічаються таємно не лише через заборону Шрюда, але й щоб вберегти Моллі від ворогів Фітца при дворі. 
Веріті продовжує боротьбу з Червоними кораблями за допомогою Скіллу, що сильно підриває його здоров'я. Король Шрюд страждає від таємничої хвороби, від постійних болей допомагає лише затуманення розуму димом. Групи перекованих тероризують народ Шести Герцогств, вони поступово підходять ближче до столиці. Веріті посилає Фітца полювати на перекованих, коли кілька з них з'являються в околицях Бакка. Це Фітц робить за допомогою молодого вовка, якого він врятував з клітки і зв’язав себе з ним забороненим способом Віта. Регал і його лакеї дуже близькі до виявлення того, що Фітц наділений Вітом. Фітц змушений постійно захищати Скіллом свій розум, щоб захистити цю одну зі своїх багатьох таємниць. Стосунки з Моллі руйнуються через постійну відсутність Фітца. Коли вона каже йому, що покидає його та Бакк назавжди заради іншого, Фітц відкриває свою найбільшу таємницю. Сподіваючись, що, поділившись секретом своїх справжніх обов'язків, він може змінити думку Моллі, Фітц розповідає про роботу вбивцею. Натомість Моллі відштовхує його остаточно і покидає Бакк. 
Незважаючи на цю величезну особисту втрату, Фітц продовжує зберігати вірність своєму королю та королівству. Пірати стають сміливішими, а пізні попередження залишають прибережні герцогства легкою здобиччю. Веріті вирішує залишити Баккіп, щоб спробувати заручитися допомогою легендарних Старших. За легендою Старші або Ендерлінги  - загадковий народ, який живе за Гірським королівством. Багато років тому вони приходили на допомогу Провісникам і обіцяли прийти знову, якщо їм буде загрожувати небезпека. Багато людей сприймають це як втечу тому, що не вірять в існування Ендерлінгів. Хворий король з кожним днем стає все більш ослабленим і занепокоєним. Єдиною людиною, яка бачить, що це невипадкова хвороба стає королівський Блазень. Він ділиться своїми підозрами з Фітцем. Між ними зав'язується своєрідна дружба. Регал, скориставшись від'їздом Веріті та хворобою батька починає переворот. Він повідомляє, що отримав повідомлення про смерть Веріті від членів кола Скіллу. На королеву Кетрікен та її ще ненароджену дитину влаштовують замах. Регал оголошує себе спадкоємцем корони. 
Використовуючи свій переважно некерований Скілл, Фітц виявляє, що Веріті все ще живий. Він розуміє, що учні Галена вірні Регалу і не допоможуть йому відкрити правду про Веріті. Фітц, Чейд і Барріч вирішують влаштувати втечу для короля Шрюда та вагітної Кетрікен, щоб зберегти їм життя. Щоб вмовити короля на втечу, Фітц намагається допомогти зв'язатися Веріті і Шрюду через Скілл. Проте на них нападають Джастін та Сирен, учні Галена. Фітц розуміє, що вони весь час перебували в свідомості Шрюда і висмоктували з нього силу. Король Шрюд помирає. Фітц вбиває Сирен, потім наздоганяє і вбиває Джастіна. Свідками вбивства Джастіна стають присутні в Королівській Великій Залі. Регал звинувачує Фітца у вбивстві Джастіна, Сирен та короля Шрюда, а також у використанні забороненої магії Віту. Вовк Фітца виводить Кетрікен та Блазня з замку, Чейд та Барріч допогають їм покину місто. 
Регал, намагаючись змусити Фітца зізнатися у своїх злочинах, катує його як фізично, так і психічно. Кожне побиття закінчується втручанням у його свідомість. Вілл, один з учнів Галена намагається пробитись через його Скілл, щоб не лише вивідати таємниці, а й примусити публічно зізнатися у зраді. Фітц, знаючи, що його розум і тіло не витримає більше покарання, за порадою Барріча використовує Віт, щоб залишити своє тіло позаду і перенести свідомість у свого вовка. Фітца оголошують мертвим та винним за всіма злочинами. 
Леді Пейшенс забирає тіло Фітца та ховає його. Однак Барріч і Чейд вночі ексгумують тіло Фітца. Після довгого вмовляння, вони переконують його покинути розум вовка і повернутися назад у власне тіло. 

## Головні персонажі
- Фітц Чіверлі - бастард принца Чіверлі Провісника, королівський вбивця
- Барріч - головний конюший, друг принца Чіверлі
- Шрюд - король Шести герцогств
- Чіверлі - старший син короля Шрюда
- Веріті - середній син короля Шрюда
- Регал - молодший син короля Шрюда
- Дізаєр - друга дружина короля Шрюда, мати Регала, королева Шести Герцогств
- Чейд - королівський вбивця, вчитель Фітца
- Пейшенс - дружина принца Чіверлі
- Кетрікен - принцеса Гірського королівства, наречена Веріті
- Руріск - принц Гірського королівства
- Гален - королівський майстер Скіллу
- Моллі - подруга Фітца
- Джастін - учень Скіллу
- Сирен - учениця Скіллу
- Вілл - учень Скіллу

## Реакція
Книга "Королівський убивця" отримала переважно позитивні відгуки. Рецензенти високо оцінили характеристику книги та її кульмінаційний кінець.   У книзі Kirkus Reveiews зазначено, що роман - це "заклинання, побудоване з дрібних деталей, правдоподібних персонажів та досконалих змов — хоча на необґрунтованих 608 сторінках є зловісні ознаки того, що Гобб починає втрачати контроль над своєю розповіддю". 

## Видання
- Американське англійське м'яке видання було видане в Нью-Йорку Bantam Books в 1996 році ISBN 0-553-37563-6.
- Британське англійське в твердій обкладинці було видано в Лондоні Voyager / HarperCollins у 1996 році с ISBN 0-00-224607-4. Обкладинку цього видання ілюструє Джон Хоу.